# 小田原短期大学
小田原短期大学（おだわらたんきだいがく、英語: Odawara Junior College）は、神奈川県小田原市にある私立短期大学。1956年に短期大学設置。短大の略称は小田短。旧学名は、小田原女子短期大学（おだわらじょしたんきだいがく、英語:Odawara Women's Junior College）。大学名から「女子」が外されたが、通学課程は女子のみが在籍している。

## 概要

### 大学全体
- 神奈川県小田原市に所在する日本の私立短期大学で、設置主体は学校法人三幸学園[1]。
- 1957年に小田原女子学院短期大学として開学。当初は家政系のみの学科体制だったが、後に増設された保育系の学科が増設されて、現在に至る。
- キャンパスは、小田原城を見渡せる場所に位置する。
- 2014年度より大学名から「女子」が外されたが、通学課程には女子のみが在籍している[注 2]。

### 建学の精神（校訓・理念・学是）
- 教育理念は「女性を人として教育する、女性として教育する、国民として教育する」となっている。

### 教育および研究
- 保育学科と食物栄養学科が設置され、いずれも専門職を養成する学科となっている。

### 学風および特色
- ｢海外文化事情｣と題したイベントとしてハワイでの研修が実施されている。ほか、卒業宿泊研修が行われる。

## 沿革
- 1957年
  - 3月15日 左記を以て文部省[注 3]より短期大学の設置が認可される[2]
  - 4月1日 小田原女子学院短期大学が以下の学科体制にて開学[3]。
    - 家政科 入学定員50名
- 1958年
  - 5月1日 学生数[4]/定員
    - 家政科 62[注釈 1]/100
- 1959年
  - 3月20日 別科の設置が認められ、以下の課程を置く[5]。
    - 家政専修
      - 第一部 入学定員50名
      - 第二部 入学定員50名
- 1960年
  - 11月1日 小田原女子短期大学と改称[6]、
- 1963年
  - 4月1日 家政科の入学定員を50→100に増員[7]。
  - 5月1日 学生数[8]/定員
    - 家政科 166[注釈 1]/150
- 1969年
  - 4月1日 小田原女子短期大学附属保育専門学校を併設[9]。
- 1972年
  - 4月1日 以下の学科を増設する[10]。
    - 幼児教育学科 入学定員50名[11]
- 1973年
  - 5月1日 学生数[12]/定員
    - 家政科 103[注釈 1]/200
    - 幼児教育学科 145[注釈 1]/100
- 1975年
  - 4月1日 家政科を家政学科に改称[注 4]。
- 1979年
  - 4月1日 小田原女子短期大学附属保育専門学校を小田原女子短期大学附属保育専門学院と改称[9]。
- 1980年
  - 4月1日 幼児教育学科の入学定員を50[15]→100に増員[16]。
  - 5月1日 学生数[17]/定員
    - 家政学科 369[注釈 1]/200
    - 幼児教育学科 279[注釈 1]/150
- 1983年
  - 3月31日 以下の学科・専攻については左記をもって正式に廃止とする[注 5]。
    - 別科
      - 家政専修
        - 第一部
        - 第二部
- 1985年
  - 5月1日 学生数[20]/定員
    - 家政学科 445[注釈 1]/200
    - 幼児教育学科 392[注釈 1]/200
- 1986年
  - 5月1日 学生数[21]/定員
    - 家政学科 433[注釈 1]/200
    - 幼児教育学科 389[注釈 1]/200
- 1987年
  - 5月1日 学生数[22]/定員
    - 家政学科 429[注釈 1]/200
    - 幼児教育学科 395[注釈 1]/200
- 1992年
  - 5月1日 学生数[注 6]/定員
    - 家政学科 348[注釈 1]/200
    - 幼児教育学科 346[注釈 1]/200
- 1999年
  - 5月1日 学生数[25]/定員
    - 家政学科 289[注釈 1]/200
    - 幼児教育学科 285[注釈 1]/200
- 2006年
  - 4月1日 この年度の入学生より、家政学科を食物栄養学科に改組され、入学定員を100→60に減員[注 7]
- 2014年
  - 4月1日 学校法人三幸学園に吸収合併され小田原短期大学に改称[27]。
  - 同 以下、新設あり[28]。
    - 保育学科通信教育課程 入学定員170名
- 2016年
  - 4月1日 食物栄養学科の入学定員を60→80に増員[29]。
  - 同 保育学科通信教育課程の入学定員を170→1,700に増員[30]。
- 2018年
  - 4月1日 保育学科の通信教育課程を1,700→2,200に増員[31]。

## 基礎データ

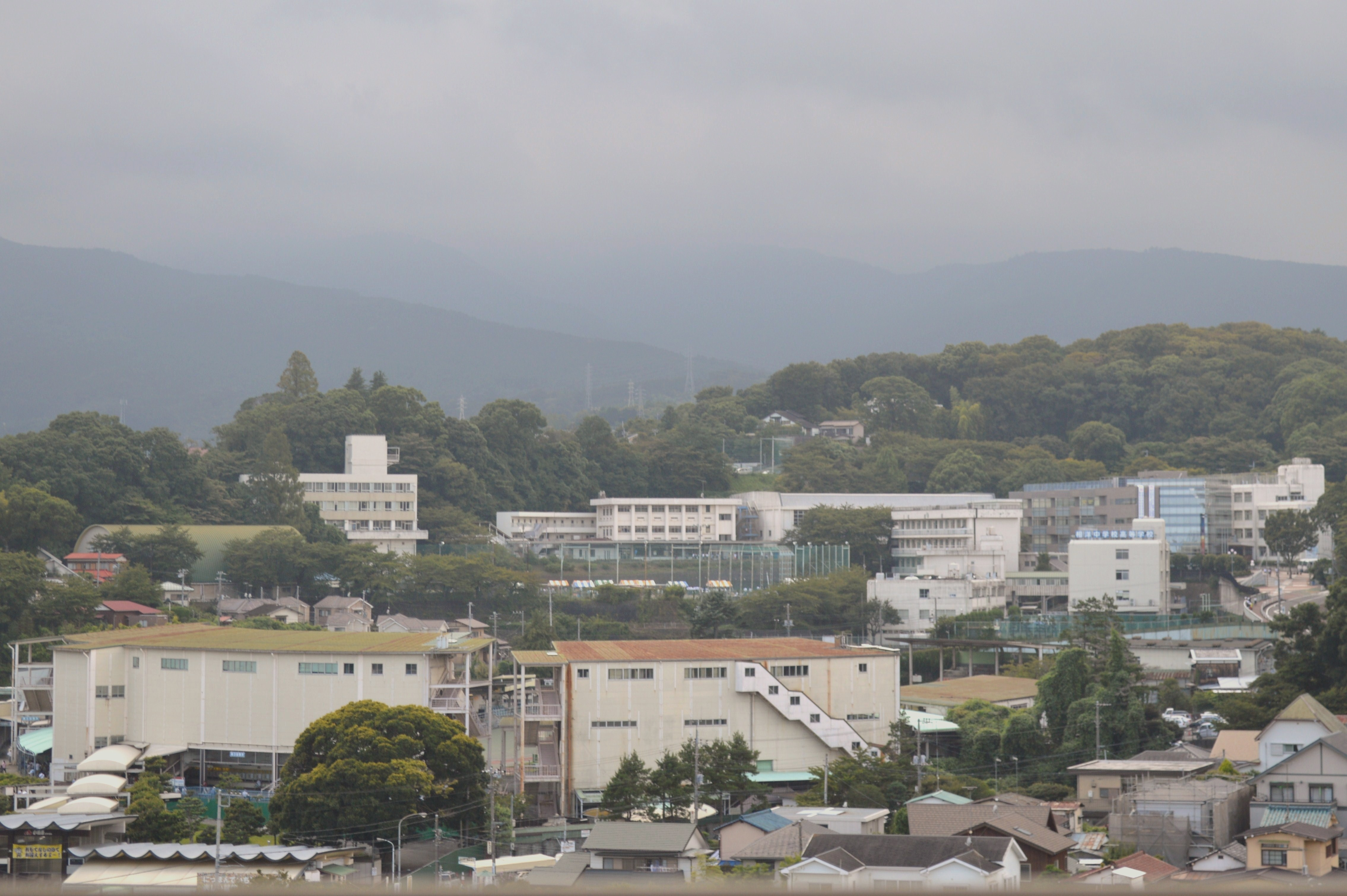
小田原城天守閣から見た大学

### 所在地
- 神奈川県小田原市城山4-5-1

### 交通アクセス
- JR東海道本線・小田急小田原線・伊豆箱根鉄道大雄山線 小田原駅から徒歩約15分

### 象徴
- 右記資料も参照のこと[注 8]

## 教育および研究

### 組織

#### 学科
- 保育学科 
  - 通学課程 入学定員80名[1]
  - 通信教育課程 入学定員2,200名[1]
- 食物栄養学科 入学定員140名[1]

#### 専攻科
- 通信教育課程において、保育士資格を取得するための課程がある[注 9]

#### 別科
- 家政専修
  - 第一部[注釈 2]
  - 第二部[注釈 2]

#### 取得可能な資格
資格
- 保育士：保育学科にて取得可能。大半の学生が取得している。
- 栄養士：食物栄養学科にて取得可能。大半の学生が取得している。

教職課程
- 幼稚園教諭二種免許状：保育学科にて取得可能。大半の学生が取得している。
- 栄養教諭二種免許状：食物栄養学科にて取得可能。

これらの他に、家政学科では中学校教諭二種免許状（家庭）が取得可能だった。

### 附属機関
- 栄養科学研究所[37]

### 研究
- 『小田原女子短期大学研究紀要』[38]
- 『小田原短期大学研究紀要』[39]

## 学生生活

### 部活動・クラブ活動・サークル活動
- 体育系：テニス・バドミントン・バスケットボール・ダンスほか
- 文化系：合唱・茶道・児童文化・手話などのほか、「カリグラフィー」（書道）と称するクラブも存在する。

### 学園祭
- 「小峰祭」と称し、毎年10月頃に行われている。

## 大学関係者と組織

### 大学関係者一覧

#### 大学関係者
- 春仁王妃直子 - 名誉学長

#### 主な卒業生
- 増田さと子 - フリーアナウンサー
- つるの剛士[40] - タレント　※通信教育課程

## 施設

### キャンパス
- 本館
- 南館
- 東館
- 別館
- 手塚誠記念館

## 卒業後の進路について

### 就職について
- 保育学科・幼児教育学科は、保育園への就職者が最も多く、次いで幼稚園教諭となっている。また、家政学科は一般企業への就職者が多い。

### 編入学・進学実績
- 保育学科（旧　幼児教育学科）：玉川大学、東京未来大学ほか
- 食物栄養学科（旧　家政学科食物科学コース含む）：女子栄養大学・相模女子大学ほか

## 不祥事
同短大の通信教育課程に於いて、幼稚園教諭2種免許取得の際に、模範解答の持ち込み及び書き写しが認められ、2,600人の学生が模範解答を丸写しして合格していたことが、2025年6月に明らかになった。不正受験によって、知識の不十分な教諭が輩出されている可能性が出ている。文部科学省は、丸写しでの単位取得は不適切であるとして、同短大に対し2025年3月に行政指導している。。また、これに関連し、札幌市に所在する同短大の系列校の教員の男性が、この件を報道機関に内部告発したところ、同短大の運営主体である学校法人三幸学園から懲戒解雇され、2025年6月30日に解雇は不当であるとして札幌地方裁判所に仮処分を申し立てている。